# Satoshi Matsui
Satoshi Matsui (松井聰?, Matsui Satoshi; Fukui, 12 marzo 1915 – 1º agosto 1995) è stato un cestista giapponese.

## Carriera
Con il Giappone ha partecipato alle Olimpiadi del 1936.